# Condado de Cherry

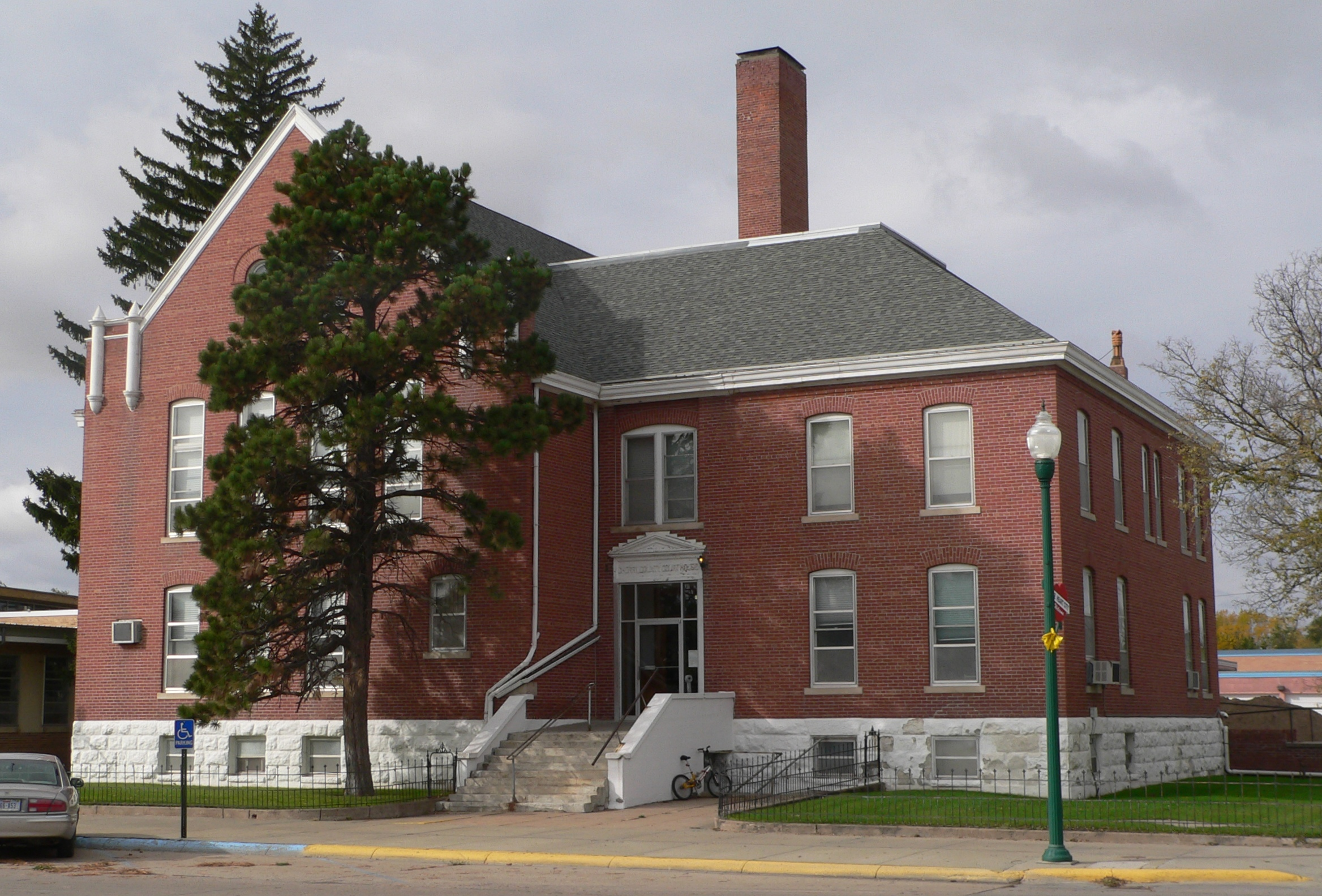
Tribunal do condado de Cherry em Valentine, Nebraska

O Condado de Cherry é um dos 93 condados do estado norte-americano de Nebraska. A sede do condado é Valentine, que é também a sua maior cidade. É o condado do estado do Nebraska que tem maior área. O condado tem uma área de 15 566 km² (dos quais 127 km² estão cobertos por água), uma população de 6148 habitantes, e uma densidade populacional de 0,4 hab/km² (segundo o censo nacional de 2000). Foi fundado em 1883. O seu nome é uma homenagem ao oficial do exército Samuel A. Cherry.